# Cristian Larrosa
Cristian Larrosa (nacido el 8 de marzo de 1981 en Buenos Aires, Argentina) es un cantante, compositor, productor discográfico, conferencista y empresario argentino, actualmente radicado en Madrid, España. Su carrera abarca una amplia gama de actividades en la industria musical, desde la producción y composición musical hasta el emprendimiento y la innovación en el sector, fomentando a través de la divulgación y la creación de empresas modelos de negocio basados en financiación alternativa y tecnologías avanzadas para la industria de la música.

### Trayectoria Musical
Desde pequeño, mostró un gran interés por la música, influenciado por el pop/rock de los 90, la música latina y especialmente las power ballads. Su carrera musical incluye una discografía variada con álbumes como "Estilo Romance" (2007), "Me Sobras, Me Faltas" (2008), "El Inconsciente de mi alma" (2009), "Nostalgic Lounge" (2012), "Live in Buenos Aires" (2013), "El Inconsciente de mi alma+" (2014),  "El Baladista" (2020), "90/00 2.0" (2020) y "M.A.P.A.: Los Mejores Amantes, Los Peores Amigos" (2021). 
Su último disco es el más personal y elaborado. El proyecto contó con un equipo de más de 30 personas, incluyendo profesionales con un total de 17 Premios Latin Grammy y 4 Grammy Awards. Tuvo una excelente aceptación, tanto por parte de la crítica como del público, superando el millón y medio de visualizaciones con sus sencillos. Con la canción "Un Minuto Más", ha sido nominado a los Hollywood Music In Media Awards
Además, Cristian ha llevado su música a diversos escenarios alrededor del mundo, destacando presentaciones en: Sala Siranush (Buenos Aires, Argentina), Costello Club (Madrid, España), Bar&Co Temple (Londres, Inglaterra), The Star (Oslo, Noruega) y Noise Off Festival (Madrid, España).

### Emprendimientos e Innovación
En 2012, Larrosa comenzó a ocupar cargos directivos en compañías de la industria musical de Londres y Madrid. En 2015, fundó su primera empresa en Europa, Viel Music, que fue adquirida por inversores americanos. Durante la pandemia, creó Grupo Larrosa OÜ, una empresa especializada en financiación y tecnología avanzada para la industria musical, centrada en la gestión de inversiones en catálogos musicales mediante la compra y venta de regalías futuras
La empresa evolucionó hasta convertirse en una compañía disruptiva en el desarrollo de financiamiento y nuevos modelos de negocio basados en Blockchain, DeFi, Inteligencia Artificial y Fintech para la Industria de la Música, mediante productos como Wolfie IA, una inteligencia artificial especializada en industria musical y ArtSigna, una plataforma de registro de obras musicales en la blockchain de Bitcoin. 

### Logros y Reconocimientos
Como especialista en modelos de financiación musical, Blockchain, Fintech, DeFi e inteligencia artificial, Cristian ha trabajado como asesor y accionista en varias compañías y proyectos innovadores, como el fondo de inversión Auris Capital y el marketplace de venta de regalías fraccionadas, MusicTraders.
Además, debido a su mezcla única de expertise artístico e innovador, ha sido invitado a conferencias y ferias destacadas de la industria musical como Primavera Sound, Midem, LAMC, South Summit, entre muchos otros.
También ha sido profesor en varios diplomados y másteres de la industria musical y ha escrito varios libros sobre la financiación y la tecnología en la música, incluyendo "El arte de financiar proyectos musicales" y "La Inteligencia Artificial en la Industria de la música".
En el año 2023, Cristian es nombrado portavoz del Programa e-Residency del Gobierno de la República de Estonia, destacando su actividad internacional en la industria musical y siendo invitado a importantes eventos en Europa y Estados Unidos. Ese mismo año, logra recaudar 16 millones de dólares de fondos de inversión estadounidenses y españoles para expandir el modelo de negocios de su empresa en áreas como la adquisición de catálogos y despliegue de avances.
Su discográfica Rose Talent ha sido reconocida con el Latin Grammy con el disco "Terra" de Daniel Minimalia  y ha sido nominado a los Hollywood Music In Media Awards con su canción "Un Minuto Más".
En el año 2025, Cristian, bajo su compañía Larrosa, logra cerrar una alianza estratégica con Bells Partners respaldada por $350 millones en inversiones, un paso firme hacia una industria más global, innovadora y sostenible. Este acuerdo permite ofrecer nuevas oportunidades de venta e inversión, conectar con un ecosistema global que respeta la integridad creativa de las obras y maximizar su valor a través de servicios editoriales, distribución, administración, licencias y desarrollo artístico de primer nivel.

### Rose Talent, su división discográfica.
Cristian invierte y asesora en diversos proyectos de la industria musical a nivel global. Su reconocido y galardonado sello discográfico, Rose Talent, se encuentra impulsando la carrera de artistas talentosos. 
En junio de 2024, la compañía editó “Chabuco Tango”, un disco que marca un nuevo hito para el cantautor colombiano José Darío Martínez, conocido musicalmente como “Chabuco”. El material es una fusión musical entre el vallenato colombiano y el tango argentino. Cuenta con la participación de Ariel Ardit y la colaboración de Juanes en el clásico “Pétalo de sal” de Fito Páez. Desde su lanzamiento, ha recibido excelentes repercusiones, siendo presentado en Argentina mientras planea un gira por diferentes países del mundo.
En octubre de 2024, Rose Records lanza “Chapter One”, el nuevo disco del cantante y actor argentino Geronimo Rauch. El álbum es una colección de 9 canciones compuestas por el renombrado autor Frank Wildhorn , producido por el ganador del Grammy Latino Jose Domenech y con adaptaciones al español del propio Gerónimo Rauch con ayuda de Cristian Larrosa, de musicales como Jekyll & Hyde, Civil War, Cyrano de Bergerac, Xcalibur o del éxito de Whitney Houston "Where do Broken Hearts Go". El álbum cuenta con las colaboraciones de Pasión Vega y Sofía Escobar.
Desde Rose Talent by Larrosa, Cristian actúa como mánager general de Gerónimo Rauch y de Chabuco junto a su equipo.

### Proyectos futuros.
Respecto al desarrollo de nuevas tecnologías para la industria musical, Cristian se encuentra planeando el lanzamiento de ArtSigna, una plataforma en la blockchain de bitcoin para el registro y certificación de obras musicales. Por otro lado, para fines de este año se espera el relanzamiento de Wolfie IA, el asesor basado en inteligencia artificial especializado en industria musical que tendrá nuevas funcionalidades y prestaciones. 
Cristian continúa comprometido con la divulgación. Razón por la cual, editará en formato físico el reporte “IA + Música en LATAM”. Se trata de la primera investigación colaborativa de la región sobre inteligencia artificial (IA) y ecosistemas musicales en Latinoamérica que se realizó junto a la comunidad FUTURX.